# دون دراموند
دون دراموند هو اقتصادي كندي، ولد في القرن العشرين.